# Triad Wars
Triad Wars est un jeu vidéo développé par United Front Games et édité par Square-Enix. Il s'agit d'un spin-off de Sleeping Dogs, reprenant la carte du monde de ce dernier et intégrant des éléments de jeu en ligne massivement multijoueur en monde ouvert,. Annoncé en 2013, une bêta fermée du jeu est proposée en 2015, avant la fermeture définitive des serveurs début 2016.

## Développement
Le 7 octobre 2013, dans un communiqué diffusé sur son site, United Front Games annonce la production d'un jeu situé dans le même univers que le titre Sleeping Dogs. Les développeurs confirment par ailleurs que le jeu est édité par Square Enix et qu'il sera dévoilé au public courant 2014. En septembre 2014, le jeu est annoncé exclusivement sur PC.
Le 24 décembre 2015, après une phase bêta fermée en 2015, le studio United Front Games annonce la fermeture définitive des serveurs le 20 janvier 2016.